# Gazélec Football Club Ajaccio Volley-Ball
Il Gazélec Football Club Ajaccio Volley-Ball è una società pallavolistica maschile francese con sede a Ajaccio: milita nel campionato di Ligue A.

## Storia
Il club viene fondato nel 1967 con la denominazione di Gazélec Football Club Olympique Ajaccio, nascendo come una sezione del Gazélec Football Club Ajaccio; per circa due decenni partecipa a competizioni di tipo locale, fino al 1991 quando milita al campionato di Nationale 3: segue quindi la promozione in Nationale 2 nel 1993 e in Nationale 1B nel 1995.
L'esordio nella Pro A avviene nella stagione 1997-98: il club corso milita nel massimo campionato francese per nove stagioni consecutive, stazionando sempre nelle posizioni di classifica medio basse, fino alla stagione 2005-06, quando l'ultimo posto in classifica condanna la squadra alla retrocessione in Pro B.
Tuttavia già nella stagione 2007-08 è nuovamente in Pro A, anche se poi immediatamente retrocesso: ritorna quindi nella Ligue A nella stagione 2009-10; nel 2012 cambia nome in Gazélec Football Club Ajaccio Volley-Ball, mentre nella stagione 2013-14, grazie al secondo posto al termine della regular season e l'eliminazione nelle semifinali scudetto, si qualifica per la prima volta ad una competizione europea, ossia alla Coppa CEV 2014-15. Nella stagione 2015-16 si aggiudica il suo primo trofeo grazie alla vittoria in Coppa di Francia, seguito poi, nella stagione 2016-17, dal successo nella Supercoppa francese 2016 e nuovamente quello in Coppa di Francia.

## Rosa 2019-2020
| N° | Nome                   | Ruolo | Data di nascita   | Nazionalità sportiva |
| -- | ---------------------- | ----- | ----------------- | -------------------- |
| 2  | Alexandre Masy         | S     | 28 febbraio 2000  | Francia              |
| 3  | Philipp Kroiss         | L     | 2 marzo 1988      | Austria              |
| 4  | Clément Moracchini     | P     | 18 marzo 2000     | Francia              |
| 5  | Arvydas Mišeikis       | O     | 17 settembre 1987 | Lituania             |
| 7  | Gilles Lomba           | S     | 18 agosto 1997    | Francia              |
| 8  | Ludovic Castard        | O     | 18 gennaio 1983   | Francia              |
| 9  | Axel Truhtchev         | S     | 29 aprile 1995    | Francia              |
| 10 | Wassim Ben Tara        | O     | 3 agosto 1996     | Polonia              |
| 11 | Dejan Radić            | C     | 6 novembre 1984   | Serbia               |
| 12 | Thièbault Bruckert     | C     | 16 aprile 1991    | Francia              |
| 14 | Aleksandar Milivojević | S     | 21 febbraio 1983  | Montenegro           |
| 15 | Maxime Roatta          | C     | 27 gennaio 1999   | Francia              |
| 16 | Paolo Aria             | S     | 16 marzo 2001     | Francia              |
| 17 | Yoann Jaumel           | P     | 16 settembre 1987 | Francia              |

## Palmarès
- Coppa di Francia: 2

2015-16, 2016-17
- Supercoppa francese: 1

2016